# Глушкове
Глушкове — колишнє село в Україні, Глобинському районі Полтавської області. Зняте з обліку в КОАТУУ